# Коломбье (Верхняя Сона)
Коломбье́ (фр. Colombier) — коммуна во Франции, находится в регионе Франш-Конте. Департамент — Верхняя Сона. Входит в состав кантона Везуль-Эст. Округ коммуны — Везуль.
Код INSEE коммуны — 70163.

## География
Коммуна расположена приблизительно в 320 км к юго-востоку от Парижа, в 50 км севернее Безансона, в 7 км к северо-востоку от Везуля.
По территории коммуны протекает река Дюржон.

## Население
Население коммуны на 2010 год составляло 419 человек.
| 1962 | 1968 | 1975 | 1982 | 1990 | 1999 | 2010 |
| ---- | ---- | ---- | ---- | ---- | ---- | ---- |
| 339  | 354  | 372  | 387  | 384  | 378  | 419  |

## Администрация
| Период | Период | Фамилия          | Партия | Примечания |
| ------ | ------ | ---------------- | ------ | ---------- |
| 2001   | 2004   | Патрис Виро      |        |            |
| 2004   | 2014   | Жерар Дешамбенуа |        |            |

## Экономика

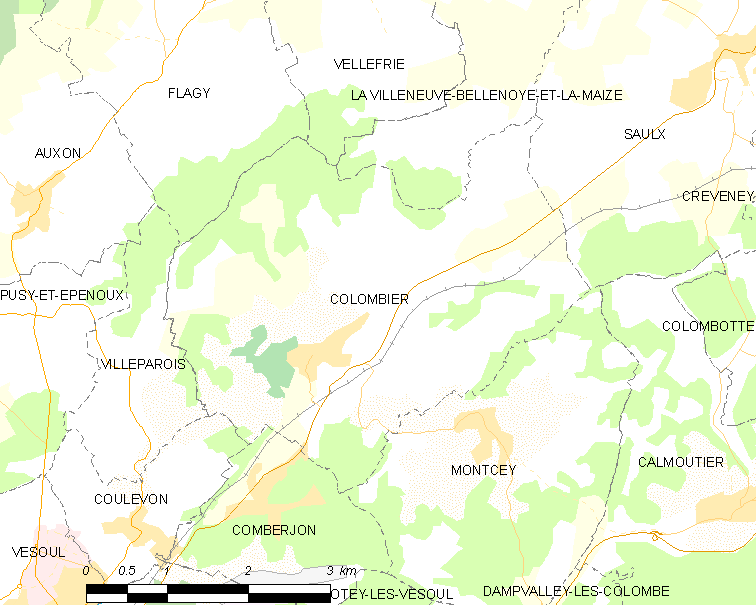
Карта коммуны

В 2010 году среди 275 человек трудоспособного возраста (15—64 лет) 217 были экономически активными, 58 — неактивными (показатель активности — 78,9 %, в 1999 году было 70,6 %). Из 217 активных жителей работали 200 человек (108 мужчин и 92 женщины), безработных было 17 (6 мужчин и 11 женщин). Среди 58 неактивных 15 человек были учениками или студентами, 29 — пенсионерами, 14 были неактивными по другим причинам.